# Uglev Station
Uglev Station er en dansk jernbanestation i den lille stationsby Uglev på halvøen Thyholm i Limfjorden.